# Györgyfalva

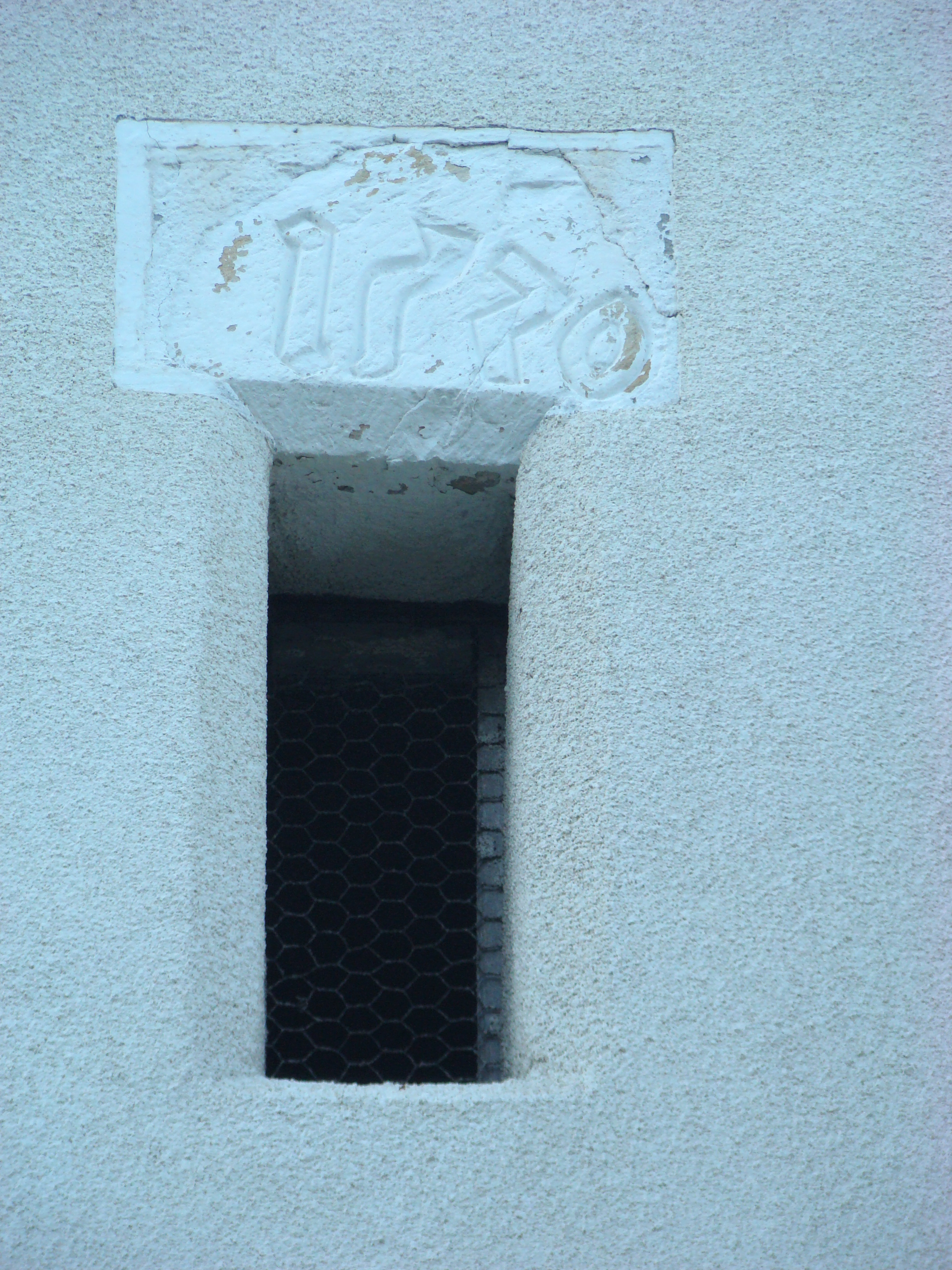
A római katolikus templom részlete

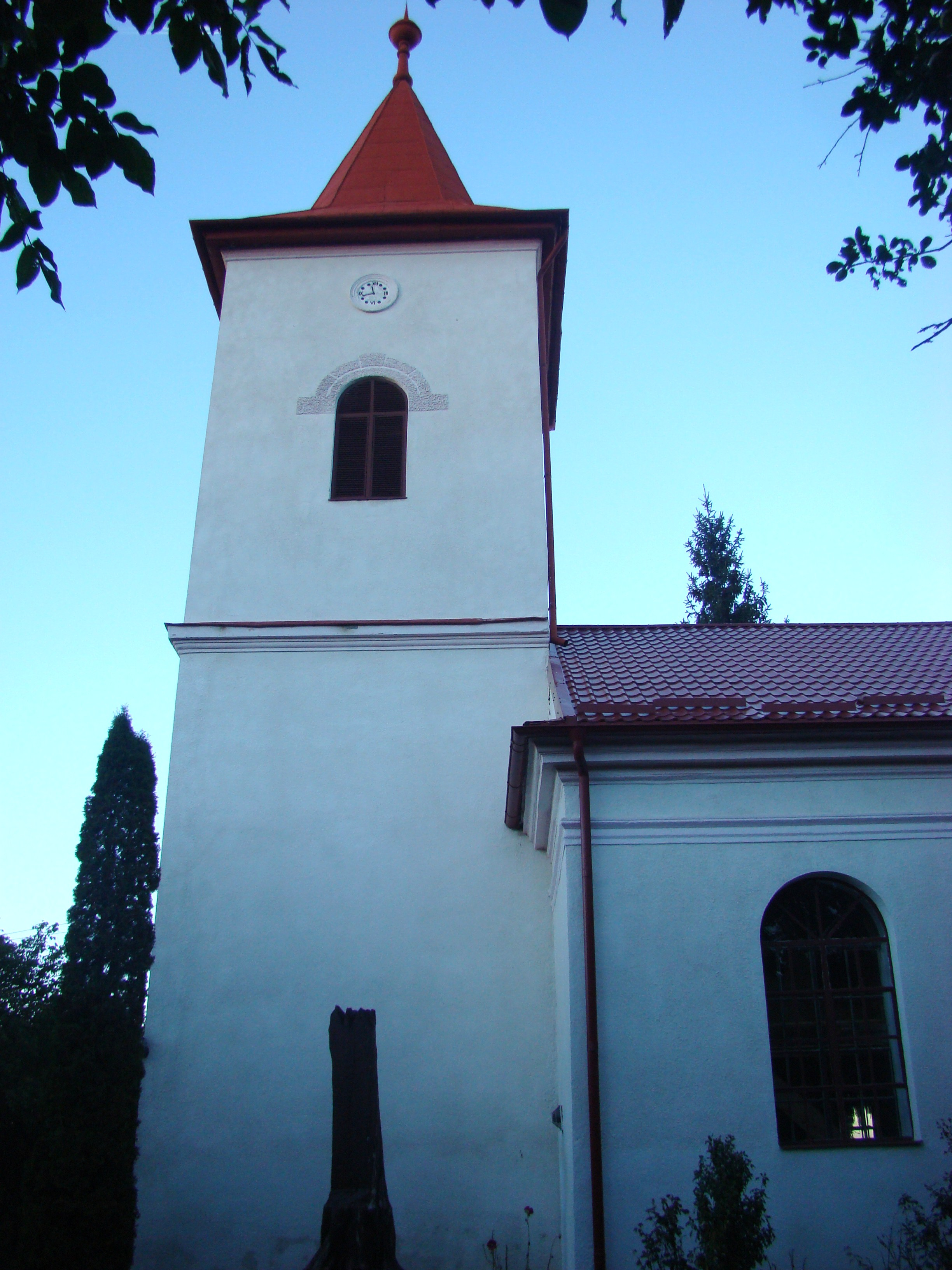
A református templom tornya

Györgyfalva (románul: Gheorghieni, 1930-ig és a köznyelvben máig Ghiurfalău, németül: Gergesdorf) magyar többségű falu Romániában, Kolozs megyében.

## Fekvése
Kolozsvártól hat kilométerre délkeletre fekszik. Határában kiterjedt gyümölcsösök találhatók.

## Nevének eredete
Nevét temploma középkori védőszentjéről, Szent Györgyről kapta. Először 1332-ben említik villa Georgii, majd 1384-ben Gyurgfalva néven.

## Története
A helybéliek szerint a falu nem a mostani helyén terült el valaha. Keletebbre feküdt, ám az első tatárjáráskor lakóinak el kellett menekülniük. Egy György nevű pásztor mentette meg őket a veszélytől és talált új, alkalmas letelepedési helyet a most is látható Falukútja körül. Ez az emlék annyira eleven, hogy a falu határában egy területet mai is Várhegynek, egy másikat pedig Templomdombnak neveznek. Utóbbi oldalában egy forrás található, állítólag ebbe lökték be a régi Györgyfalva templomának harangját.
A 15. században sok kisnemesi család birtoka volt. Római katolikus plébániáját 1748-ban a kolozsvári ferencesek szervezték újra.
1848-ban önállóan egész nemzetőrszázadot állított ki.
1859 és 1928 között ide, falusi nevelőszülőkhöz helyezték ki a kolozsvári lelencgyermekeket. 1890-ben 120 ilyen gyermek élt a faluban. A györgyfalvi lányok ugyanakkor keresettek voltak Kolozsvárt mint háztartási cselédek.
A tagosítást az 1870-es években hajtották végre. Csak a négyfordulós földek váltak magánbirtokká, a messzibb eső területek közösségi tulajdonban maradtak. 2516 holdnyi határából 700 holdat a Haller család birtokolt. Mivel határa szűkös volt, gazdái földeket béreltek a szomszédos falvak határában is. 1928-ban kezdtek el kaszával aratni.
1903–1904-ben innen telepítették a karai Újtelepet és Bodrogot.

## Néprajza
A falut a régebbi magyar néprajztudomány Kalotaszeg peremfalvaként tartotta számon. Ma inkább egy Kalotaszeg és a Mezőség között elterülő magyar néprajzi kistáj, az ún. Erdőalja egyetlen, napjainkban is életképes magyar közösségeként írják le. Ehhez a kistájhoz tartoznak még az innen települt kolozskarai és bodrogi magyarok, Ajton és Kolozspata református magyarsága, valamint a múltban Rőd, Kolozsbós nemesei és Szamosfalva magyar lakói is. A györgyfalviak a szűkebben értett Kalotaszeg falvaival korábban nem házasodtak, házasodási körük az imént említett falvakra terjedt ki, amelyek viselete is hasonló volt.
Népviseletük, bár egyes vonásaiban bizonyos hasonlóságot mutat a kalotaszegi viselettel, összhatásában eltér attól. Ma már ezt a viseletet csak kivételes ünnepnapokon veszik fel.
A díszes női viselethez hozzátartozik a párta, melyet a lányok konfirmációra kapnak s melyet fejközépre helyezve viselnek.
A női ing mejjét, kézelőjét, gallérját piros, fekete, sárga pamutfonallal varrják ki. Az ingre öltik a fekete bársonyból készült, elöl-hátul hímzett mellényt, a lájbit. Nagyobb ünnepeken a lájbi helyett a díszesebb mejrevalót veszik fel, amely fehér báránybőrből készül és amelyet piros irha rátét, valamint dúsan hímzett virágmotívum díszít. A fersing csak ünnepnap és kizárólag napsütéses időben viselik. Borúsabb ünnepnapokon a szoknyát veszik fel. A fersing vagy a szoknya elé kötik a sokféle változatú kötőt, amit ruhának  neveznek. A lányok az ünnepi viselethez zöld tulipánokkal ékesített piros csizmát hordanak. Az öltözetet többsoros, színes gyöngysor egészíti ki. Kis piros gyöngy, bordó faragott gyöngy és lejáró szines gyöngy.
A konfirmált legények ünnepi öltözete az apró ráncokba lerakott bűgatya, amely régen házivászonból, ma gyolcsból készül. Az oldalvarrás mentén fekete , sárga vagy szürke pamutfonallal széles és nagyon változatos mintákból(fehéreses, asztalláb, rózsa és S)  álló díszítést varrnak.
Az ünneplő ing anyaga otthon készült vászon, melynek hátát, gallérját,  kézelőjét és ingujját fekete-sárga fejtővel díszítik.
Az ingre a legények is felöltik a leányokéhoz hasonló merevalót, a bűgatya elé pedig hímzett selyemkötőt, bordó, rózsaszín, zöld surcot kötnek. A legényviselet kiegészítő eleme a nyakravaló. Anyaga fekete klott, melyet dús hímzéssel és a két végén rojttal díszítenek. Kalapjukba a legények a leányoktól kapott bokrétát tűzik, mely nyáron élő, télen pedig „csináltvirág”-ból készül. A virágokba söprűszerű díszt, „tollút” tesznek. Györgyfalván az első világháború végén jött divatba a „pasi” bekecs, melyet a férfiak a hidegebb időkben öltöttek magukra. Az öregek megjegyzése szerint, akiknek nem nagyon tetszett az új ruhadarab, ilyen öltözetet valamirevaló ember nem vesz fel, ebben csak amolyan „pasik” járnak. Ez a gúnynév rajta is maradt a ruhadarabon és ezzel együtt terjedt el.
Régebben divatban volt a bútorok festése is Györgyfalván, de ma már alig él ez a hagyomány. A festett bútor a menyasszony hozományához tartozott, kivéve az ágyat, amit a vőlegénynek kellett megcsináltatnia.
A györgyfalviak életében jeles napnak számított a Szent Márton-nap, a nagypéntek, valamint a Szent György-napi búzaszentelés. E napon ünneplőbe öltözve, a templomi zászlókkal kivonultak a határba, s ott a pap megáldotta a zsenge búzamezőt, kérve az eget, hogy mentse meg a termést a jégtől, a csapásoktól. „Azóta sincs olyan búzatermés, mióta elmaradt ez a hagyomány” – vallják a faluban.
A faluban egy igen sajátságos temetkezési szokás is kialakult. Azok, akiknek nincs lehetőségük beton síremléket emeltetni az elhunytaiknak, kimennek a falu határába, ott kereszt alakban kiemelnek néhány gyeptéglát – pontosan meghatározott, hogy hányat – s e zöld téglákkal veszik körül a sírhalmot; az egyes elemeket botokkal erősítve egymáshoz. Az ilyen sírokra nem kerül sem fakereszt, sem pedig sírkő – jelöletlen marad a sír.Fel rástolyák a sirt.

## Népessége
- Református egyháza az 1770-es években, Pata filiával együtt 161 férfi és 170 női hívet számlált.
- 1850-ben 1174 lakosából 905 volt magyar, 234 román és 31 cigány nemzetiségű; 829 református, 244 görögkatolikus és 101 római katolikus vallású.
- 1900-ban 1680 lakosából 1482 volt magyar és 198 román anyanyelvű; 1216 református, 223 római katolikus és 213 görögkatolikus vallású.
- 2002-ben 1077 lakosából 961 volt magyar és 109 román nemzetiségű; 822 református, 114 római katolikus és 107 ortodox vallású.

## Látnivalók
- Római katolikus templom. A  reformációt követően a reformátusoké, majd 1748-tól ismét a katolikusoké lett. 1570-ben átépítették. A templomban több középkori építészeti részlet maradt fenn (kőkeretes ablak, sekrestyeajtó, a toronyaljba falazott kőkeretes nyílás). Tornyának, melynek tetejét hagyma alakú sisak zárja le, három harangja van.
- Református temploma 1887-ben, tornya 1912-ben épült.

## Gazdasága
Mezőgazdaságát meghatározza a nagyváros közelsége. Több generáció óta termesztettek gyümölcsöt és zöldséget Kolozsvár piacára. Már a 19. században is rendszeresen trágyázták a földeket és a juhtartás fő hasznának a kosarazó trágyázást tartották. Újabban virágkertészettel is foglalkoznak. Emellett felnőtt lakóinak túlnyomó többsége – legalábbis 1990 előtt – kolozsvári munkahelyeken is dolgozott.

## Oktatás
A faluban nyolc osztályos, magyar tannyelvű általános iskola és magyar óvoda működik.

## Ismert emberek
- Itt született 1940. március 19-én Venczel János grafikusművész.